# September 1936
| Deze maand                                                                                       |
| ------------------------------------------------------------------------------------------------ |
| - Nationalisten rukken op in Spanje - Verloving van Juliana en Bernhard - Einde gouden standaard |

De volgende gebeurtenissen speelden zich af in september 1936. Sommige gebeurtenissen kunnen één of meer dagen te laat zijn vermeld doordat ze op de datum staan aangegeven waarop ze in het nieuws kwamen in plaats van de datum waarop ze daadwerkelijk plaatsvonden.
- 2: De Hongaarse premier Gyula Gömbös treedt om gezondheidsredenen af als minister van oorlog. Veldmaarschalk graaf Somkuthy volgt hem op.
- 2: Franco wordt benoemd tot opperbevelhebber van de Nationalisten in Spanje.
- 2: In Malta wordt een nieuwe grondwet afgekondigd.
- 4: Piet J. Schmidt treedt af als voorzitter van de Revolutionair-Socialistische Arbeiderspartij na zijn kritiek op het dictatoriale gedrag van Stalin.
- 4: Emilio Mola verovert Irun.
- 5: Trotski wordt door de Noorse regering geïsoleerd: Hij mag nog slechts na toestemming bezoek ontvangen, mag niet telefoneren en zijn post wordt gecontroleerd.
- 5: Piet J. Schmidt en mevrouw De Ruyter-De Zeeuw worden geroyeerd als lid van de RSAP.
- 5: De Duitse Rooms-Katholieke Kerk benoemt een commissie van bisschoppen om met de staat het onderlinge conflict te bespreken en op te lossen.
- 5: De regering van Catalonië mobiliseert alle mannen van 18 tot 45 jaar voor de strijd tegen de Nationalisten.
- 5: Aan het front van Cordoba maakt de fotograaf Robert Capa een foto die hem beroemd zal maken:"Loyalistische soldaat op het moment van zijn dood". De foto toont een vallende soldaat uit het Republikeinse kamp die geëxecuteerd wordt door het opstandige leger. Tot op vandaag wordt gestreden over de vraag of de foto geënsceneerd was of niet.
- 6: Frankrijk en Polen sluiten een bondgenootschap.
- 8: De verloving van prinses Juliana met Bernhard van Lippe-Biesterfeld wordt bekendgemaakt.
- 8: Op 2 Portugese oorlogsschepen, de Albuquerque en de Dao, vindt een muiterij plaats. De muiters willen zich bij de Spaanse Republikeinen aansluiten, maar worden overmeesterd.
- 9: Op het partijcongres in Neurenberg haalt Hitler fel uit tegen de Sovjet-Unie en de Joden. Hij stelt dat Duitsland zal proberen binnen 4 jaar zo veel mogelijk onafhankelijk te zijn van grondstoffenimport, en houdt vast aan de Duitse wens om weer koloniën te krijgen.
- 9: Frankrijk en Syrië sluiten een overeenkomst die het einde van het Franse mandaat regelt. Gedurende een periode van 3 jaar wordt de Franse militaire aanwezigheid geleidelijk verminderd en de Syrische staat versterkt. Aan het einde van die periode zal Syrië tot de Volkenbond toetreden.
- 10: De onenigheid tussen de Franse regering van Léon Blum en de communisten onder leiding van Maurice Thorez, vanwege de neutraliteitspolitiek van de eerste in de Spaanse Burgeroorlog, verscherpt zich.
- 11: In het kader van de verloving van Juliana en Bernhard krijgen alle Nederlandse werklozen de aanstaande week een extra uitkering van f.2,50.
- 12: Frankrijk besluit de dienstplicht niet te verlengen. Wel worden andere versterkingen van de defensie voortgezet en uitgebreid.
- 12: Een expeditie onder leiding van Graham Brown bereikt als eerste de top van de Nanda Devi.
- 13: De Griekse premier Ioannis Metaxas verklaart dat het parlementaire systeem in Griekenland definitief heeft afgedaan.
- 13: Het Verenigd Koninkrijk stelt 19 oktober voor als datum voor een bijeenkomst van de Locarnolanden. Duitsland reageert echter afhoudend.
- 13: Voor de tweede maal wordt Loen, Noorwegen, getroffen door een tsunami nadat een enorm rotsblok in een meer is gevallen. Er vallen 74 doden.
- 14: De nationalisten veroveren San Sebastian opnieuw en rukken op in de richting van Bilbao.
- 14: Emil Fey keert terug als commandant van de Heimwehr in Wenen.
- 16: Roemenië en Joegoslavië besluiten tot nauwere samenwerking, onder meer in de vorm van een brug over de Donau.
- 16: Het Franse onderzoeksschip Pourquoi Pas ? met aan boord een expeditie onder leiding van Jean-Baptiste Charcot, vergaat in een storm bij de westkust van IJsland. Op 1 na alle opvarenden komen om.
- 17: De Locarnoconferentie in Londen wordt uitgesteld nadat Duitsland heeft aangegeven dat de voorbereidingstijd onvoldoende is.
- 17: De Italiaanse offensieven in Ethiopië, die wegens het regenseizoen waren opgeschort, worden hervat.
- 18: Het bagno, de misdadigerskolonie in Frans-Guyana, wordt geleidelijk opgeheven.
- 18: Republikeinen vernietigen een groot deel van het Alcázar van Toledo.
- 20: George Andrew MacMahon, die een aanslag op koning Eduard VIII van het Verenigd Koninkrijk probeerde te plegen, wordt veroordeeld tot 1 jaar dwangarbeid.
- 21: Bij parlementsverkiezingen in Zweden winnen de Sociaaldemocraten. Ze stijgen van 102 naar 112 van de 230 zetels.
- 21: De zeventiende algemene vergadering van de Volkenbond wordt geopend.
  - Carlos Saavedra Lamas wordt tot voorzitter gekozen.
  - Italië trekt zich terug uit de Volkenbondsconferentie tot het sluiten van een conventie voor het gebruik van de radio ten dienste van de vrede.
  - De geloofsbrieven van de delegatie van Abessinië worden, zij het alleen voor deze vergadering, zonder verdere discussie geaccepteerd
  - Het Volkenbondstoezicht op de Oostenrijkse economie wordt opgeheven.
- 22: De handel tussen Frans-Marokko en Spaans-Marokko wordt verboden.
- 23: In Brussel en omgeving worden bij huiszoekingen bewijzen gevonden om gewapende 'arbeidersmilities' te vormen.
- 23: De Belgische Werkliedenpartij spreekt zich uit tegen de vorming van een Volksfront met de communisten.
- 23: Uruguay verbreekt de diplomatieke betrekkingen met Spanje na de terechtstelling van drie zusters van de Uruguese viceconsul in Madrid.
- 23: De Spaanse oud-minister Rafael Salazar Alonso wordt geëxecuteerd wegens betrokkenheid bij de nationalistische opstand.
- 25: Frankrijk besluit tot een devaluatie van de Franse franc met circa 30%.
- 25: Nadat een voorstel tot verhoging van de straffen voor land- en hoogverraad wordt verworpen in de Rijksdag, treedt de Finse regering-Kivimäki af.
- 26: British Airways en British Continental Airways gaan samen tot één bedrijf.
- 26: In reactie op het Franse voornemen wordt ook tot devaluatie van de Zwitserse frank besloten.
- 26: In België worden huiszoekingen gedaan vanwege illegale wapenleveringen aan de Spaanse Republikeinen.
- 26: Nederland en Joegoslavië sluiten een handelsverdrag.
- 26: Het Vliegveld Teuge wordt geopend.
- 27: De regering van Japan publiceert een lijst van 10 'anti-Japanse voorvallen' die zich sinds november 1935 in China hebben voorgedaan.
- 27: In navolging van Zwitserland besluit Nederland om ook de gulden te devalueren. Met de devaluatie van de Franse franc, Zwitserse frank en gulden verlaten de laatste drie munten de gouden standaard.
- 27: In Zweden treedt een nieuwe regering aan. Het is een coalitie van sociaaldemocraten en Boerenpartij, met Per Albin Hansson als premier.
- 27: Grootschalige Portugese wapenleveringen aan de Spaanse nationalisten worden bekend.
- 28: In een rede voor de Volkenbond ageert Maksim Litvinov fel tegen Duitsland. Hij stelt dat een Volkenbond waar niet alle landen lid van zijn te verkiezen valt boven een Volkenbond die zijn uitgangspunten verkwanselt.
- 28: De nationalisten veroveren Toledo en ontzetten het alcazar.
- 29: De Nederlandse wisselmarkt wordt weer geopend. De gulden is ca. 17% gezakt na het verlaten van de gouden standaard.
- 30: Franco wordt benoemd tot president van nationalistisch Spanje.

En verder:
- Nadat in Pakhoi (op 3 september) een Japanner, de drogist Nakano, is vermoord, wensen de Japan een onderzoek in te stellen, maar China weigert dit. Een Japans eskader wordt geconcentreerd nabij de stad.
- De IJzeren Garde, de verboden Roemeense nationaalsocialistische organisatie, pleegt diverse aanslagen in Galați en Boekarest.
- In Italië is kritiek op de toespraken van Hitler in Neurenberg.
- De Britse troepenmacht in Palestina wordt uitgebreid tot bijna 30.000 man.

← · januari · februari · maart · april · mei · juni · juli · augustus · september · oktober · november · december ·  →